# Michael Roting
Michael Roting (Röting) (* 1494 in Sulzfeld; † 22. Mai 1588 in Nürnberg) war einer der ersten Lehrer des Egidiengymnasiums in Nürnberg und Tischgenosse Philipp Melanchthons.

## Leben
Michael Roting wurde 1494 in Sulzfeld (Franken) geboren und studierte in Ingolstadt, Leipzig und als Schüler Philipp Melanchthons in Wittenberg. 1526 wurde Michael Roting Lehrer für Rhetorik und Dialektik am ersten humanistischen deutschen Gymnasium – dem späteren Melanchthon-Gymnasium Nürnberg – welches nach den Prinzipien seines Freundes Philipp Melanchthon im Jahre 1526 eröffnet wurde. Einen Ruf nach Tübingen lehnte er 1535 ab. In Wittenberg war er – neben dem späteren Rektor des Melanchthons-Gymnasiums, Joachim Camerarius, – ein Schüler Melanchthons. Michael Roting bereitete die lateinische Übersetzung der Hauspostille Martin Luthers vor und edierte diese im Jahre 1545. Von 1535 bis 1545 gab Roting Luthers Genesis-Vorlesung heraus. 1546 war er mit Veit Dietrich beim Regensburger Religionsgespräch beteiligt.
Mit seiner Frau Katharina hatte Roting 14 Kinder. Sein im Jahre 1549 geborener Sohn Lazarus Röting war stark körperbehindert und widmete sich im frühen 17. Jahrhundert der Tiermalerei sowie Naturstudien, die 1615 im naturkundlichen Bildatlas Theatrum Naturae gesammelt wurden und heute zu den wertvollsten Sammlungsstücken des Museum für Naturkunde in Berlin gehören.
Michael Roting gehörte zu den Osiandergegnern Nürnbergs und war somit Gegner der Rechtfertigungslehre Osianders und am osiandrischen Streit beteiligt. Er war der Erste, der 1551 durch eine öffentliche Schrift gegen Osiander zu Felde zog. Eine Professur in Altdorf lehnte er 1576 ab und verbrachte seinen Ruhestand in Nürnberg.

## Roting und die Vier Apostel
Albrecht Dürers Die vier Apostel, im Jahr der Schulgründung 1526 entstanden, tragen die Gesichtszüge an der Schulgründung beteiligter Personen: Der Evangelist Johannes ähnelt Melanchthon, Petrus ähnelt Michael Roting, Markus dem Poeten Eobanus Hessus und Paulus dem Rektor Joachim Camerarius (Scheible S. 76f. mit Abb. 18, 1, 2, 15).

## Epitaph

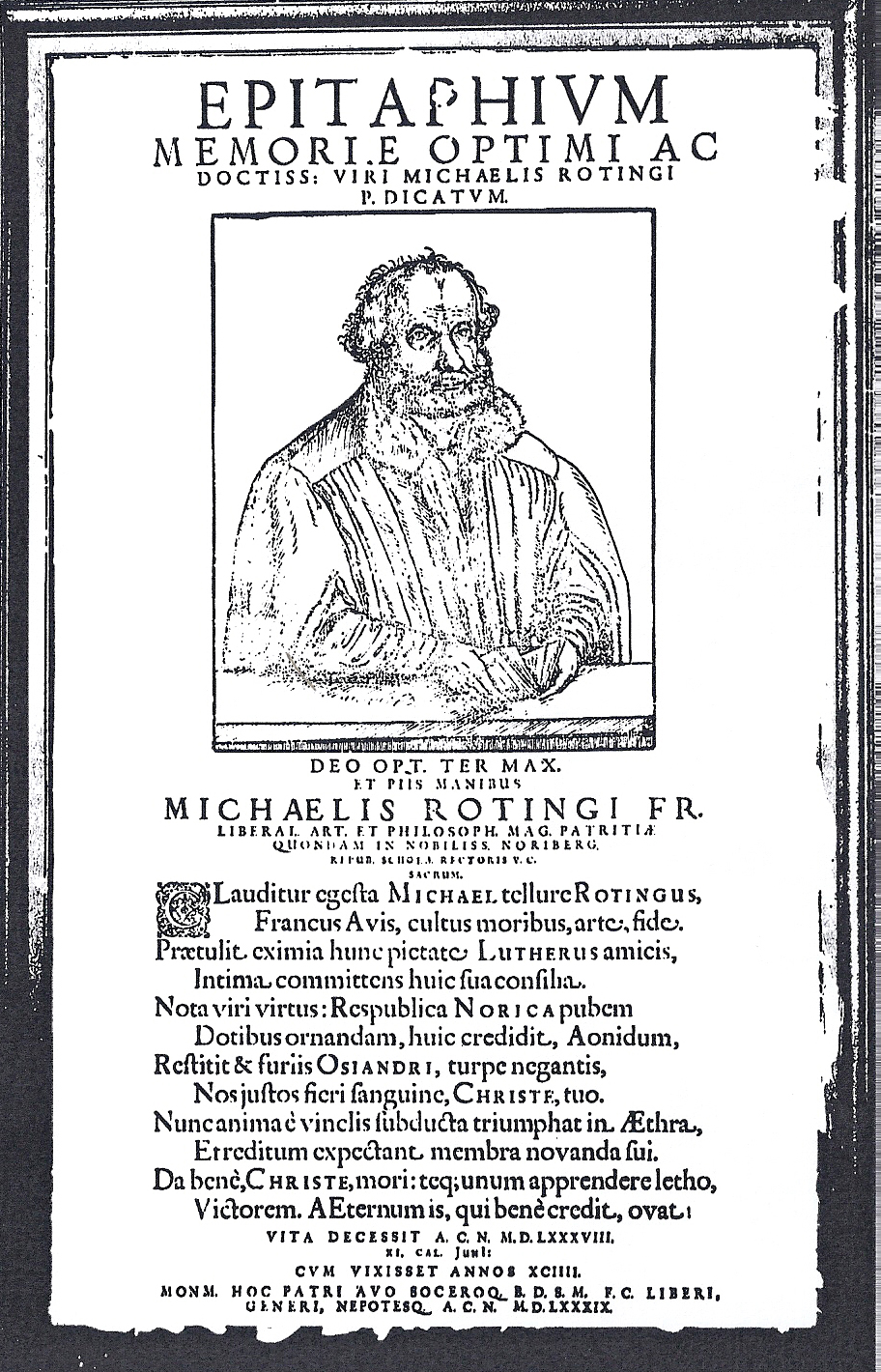
Epitaph Michael Roting

1589 errichteten die Schwiegersöhne und Neffen Rotings ihm ein Epitaph. Die übersetzte Fassung lautet:
Grabinschrift

dem Andenken an den besten und überaus gelehrten Michael Roting gewidmet.

Gott, dem Besten und dreifach Größten,

und den frommen Händen

des Bruders Michael Roting,

des Patriziatslehrers für freie Künste und Philosophie,

einstmals unter den Adeligen Nürnbergs,

des Leiters und ehrwürdigen Hauptes der freistädtischen Schule, geweiht.

Von ausgehobener Erde wird Michael Roting umschlossen,

Francus Vogel in Kunst, Sitten und Glauben gelehrt.

Diesen zog Luther den Freunden vor ob äußerster Treue,

innerste Pläne sogar teilte er willig ihm mit.

Rühmlich des Mannes Tatkraft: Des norischen Freistaates Jugend

gab man ihm, daß er sie schmücke mit Musengeschenk.

Osianders Wahn widerstand er, der schmählich verneinte,

daß wir würden gerecht, Christus durch dein blutig' Leid.

Nun triumphiert, von Fesseln befreit, im Äther die Seele,

auf die Rückkehr des Selbst harrt das morsche Gebein.

Christus, schenk, gut zu sterben, im Tod als einzigen Sieger

dich zu ergreifen! Wer glaubt, jauchzet für ewige Zeit.

Er schied aus dem Leben im Jahre 1588 n. Chr.

am elften Tag vor den Kalendern des Juni,

nachdem er 94 Jahre gelebt hatte.

Dieses Denkmal (errichteten) für den Vater, Großvater und Schwiegervater

die Kinder B. D. S. M. F. C., die Schwiegersöhne und Neffen im Jahre 1589 n. Chr.

## Werke
- Adhortatio ad eos qui docent in ecclesia Noribergensi. 1555. [VD 16 R 3323]
- Adhortatio ad eos qui docent in ecclesia Noribergensi. 1555. [VD 16 R 3324]
- Etlicher Jungen Prediger zu Nuernberg verantwortung gegen der anklag Andreae Osiandri so ... 1552. [VD 16 R 3325]
- TESTIMONIVM OPTIMI AC DOCTISSIMI VIRI D. Michaelis Rotingi unius è populo Ecclesiastico ... 1551. [VD 16 R 3326]